# Sarax sarawakensis
Espèce
Synonymes
- Charon sarawakensis Thorell, 1888

Sarax sarawakensis est une espèce d'amblypyges de la famille des Charinidae.

## Distribution
Cette espèce se rencontre en Malaisie orientale, en Indonésie et en Papouasie-Nouvelle-Guinée,

## Description
La femelle holotype mesure 8,75 mm.
La carapace du mâle décrit par Miranda, Giupponi, Prendini et Scharff en 2021 mesure 3,56 mm de long sur 5,38 mm.

## Systématique et taxinomie
Cette espèce a été décrite sous le protonyme Charon sarawakensis par Thorell en 1888. Elle est placée dans le genre Sarax par Simon en 1892.

## Étymologie
Son nom d'espèce, composé de sarawak et du suffixe latin -ensis, « qui vit dans, qui habite », lui a été donné en référence au lieu de sa découverte, le Sarawak.

## Publication originale
- Thorell, 1888 : « Pedipalpi e scorpioni dell'Archipelago malesi conservati nel Museo Civico di Storia Naturale di Genova. » Annali del Museo civico di storia naturale di Genova, sér. 2, vol. 6, no 26, p. 327-428 (texte intégral).